# Hazienda

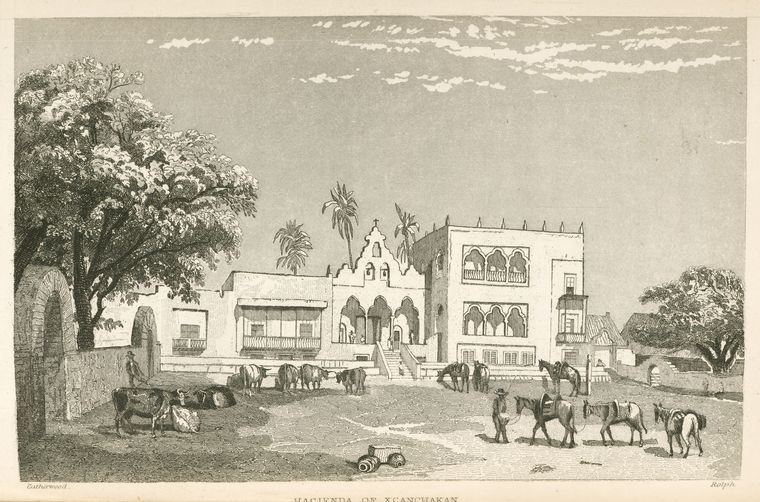
Frederick Catherwood: Hacienda Xcanchakan (1843)

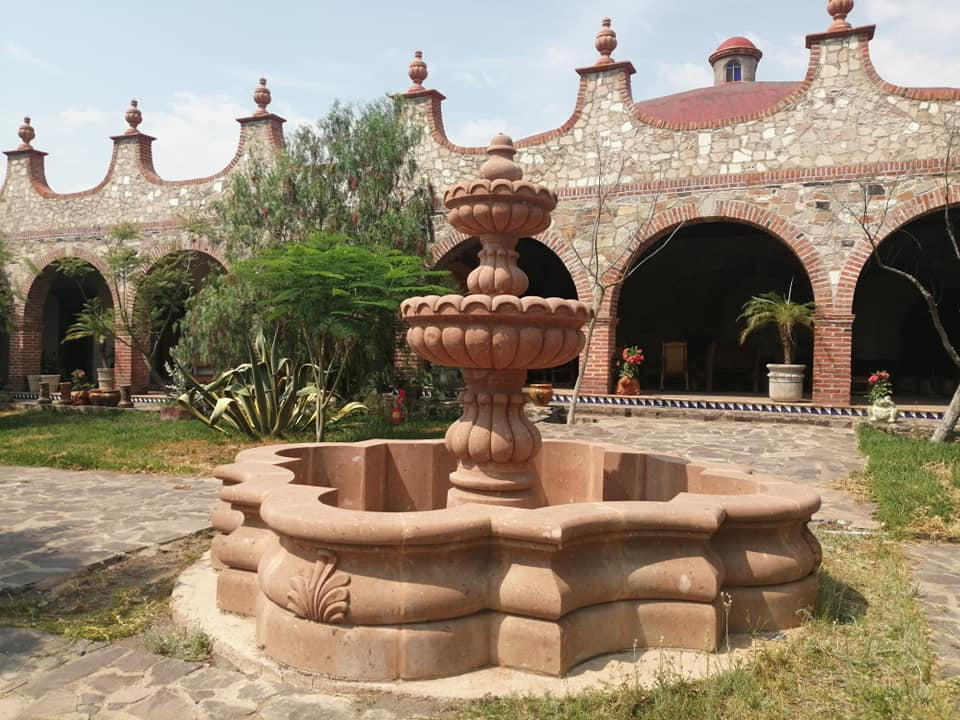
Hazienda Churintzio

Hazienda (spanisch hacienda) bezeichnet in Spanien und in lateinamerikanischen Agrarstrukturen ein Landgut. Die Größe einer Hazienda variiert regional stark, kann aber eine Fläche von mehreren tausend Hektar umfassen. Zwischen den Arbeitern und dem Besitzer, dem hacendado, besteht häufig ein informelles Abhängigkeitsverhältnis.
Andere Quellen wissen dagegen zu berichten, dass der Begriff Hacienda vielmehr den Viehbestand einer Estancia bezeichnet.

## Entstehung
Durch die Conquista (Eroberung) fiel im 16. Jahrhundert ein Großteil des Grund und Bodens in Mittel- und Südamerika an die kastilische und portugiesische Krone, die wiederum die Konquistadoren zeitlich beschränkt mit den Tributen (encomienda) indigener Gemeinden belohnten. Zusätzlich wurde im Folgenden durch Schenkungen, illegale Besetzungen und dubiose Geschäfte immer mehr Land an Konquistadoren und Siedler verteilt. Dies wurde durch den drastischen Rückgang der indigenen Bevölkerung im 16. und 17. Jahrhundert (die sogenannte „Demographische Katastrophe“) begünstigt und gerade encomenderos gründeten daraufhin häufig Haciendas. Durch die Enteignung und Privatisierung kirchlicher Güter vergrößerte sich der Großgrundbesitz in der Mitte des 18. Jahrhunderts ein weiteres Mal und auch durch technologische Entwicklungen, sowohl durch bessere Marktanbindung als auch durch bessere Produktionstechnologien, wurde die Expansion erleichtert.

## Wesentliche Merkmale
Strukturelle Eigenschaften waren die Beherrschung der Märkte, der Böden und Wasservorkommen und der Arbeitskräfte durch die Hacienda und ihre Eigentümer in ihrer Umgebung, wobei andere Merkmale wie die hauptsächlich produzierten Produkte oder die Betriebsorganisation variierten. Die Hochland-Haciendas produzierten Getreide und Vieh für nahegelegene Bergwerkszentren und die Kolonialstädte. Aufgrund der hohen Transportkosten in den gebirgigen Gegenden Amerikas blieben sie auf regionale Märkte beschränkt. Während ihre Form vom 18. bis Mitte des 19. Jahrhunderts stabil blieb, näherte sie sich dann wegen besserer Anbindung an die (überregionalen) Märkte zum Teil der Plantage an. 
Allgemein ist in Lateinamerika in der zweiten Hälfte des 19. Jahrhunderts ein Boom der Hacienda festzustellen. Im Zuge einer Phase weltweiten Wirtschaftswachstums und dem Übergang zum Modell des desarrollo hacia afuera nahmen die lateinamerikanischen Exporte von Primärgütern rapide zu. Damit erhöhte sich der Druck auf landwirtschaftlichen Böden, und eine starke Konzentration von Land in den Händen weniger Familien der kreolischen Elite war zu beobachten. Diese reagierten nicht nur auf die gesteigerte Nachfrage nach Agrargütern auf dem Weltmarkt, sondern sie versuchten auch der Fragmentierung des Landbesitzes – einem Ergebnis der Erbteilung – entgegenzuwirken. Dabei eigneten sich die Großgrundbesitzer lateinamerikaweit Land von kleineren Landbesitzern und vor allem von indigenen Gemeinschaften an. Neben der gewaltsamen Landnahme waren dabei auch die Veräußerung von Kommunal- und Kirchenbesitz – oftmals durch liberale Gesetzesänderungen – sowie die Erschließung von Ödland (terrenos baldios) ausschlaggebend. (Wie beispielsweise für die weltmarktorientierte Kaffee- und Sisal-Produktion in Yucatán, Mexiko, oder in den Anden der Wollexport nach Europa ab den 1830er Jahren.) Auch in Argentinien und Uruguay waren die Viehzucht-Haciendas exportorientiert. Hand in Hand mit dem Prozess der steigenden Landkonzentration ist zudem eine weitere Konzentration von politischer Macht in der Klasse der Großgrundbesitzer zu beobachten, die in dieser Phase ihre Blütezeit erlebte. In Ecuador war der Nexus zwischen Hacienda und Staat so eng, dass von einem „Hacienda-Staat“ gesprochen werden kann.
Weitere Merkmale waren:
- Absentismus: Eigentümer verpachtet nur sein Land, lebt aber in der Stadt
- Land wurde früher meist von Indios bewirtschaftet
- Verwaltung durch hierarchisch geordnetes System (Verwalter, Unterverwalter, Vorarbeiter, Arbeiter, Pächter und Unterpächter)
- Indios mussten Abgaben an Besitzer leisten und erhielten dafür ein Stück Land
- Viehhaltung und Ackerbau

## Arbeits- und Lebensverhältnisse
Die Arbeitsverhältnisse hingen unter anderem von den Marktchancen und der Verfügbarkeit von Arbeitskräften ab. Waren Arbeitskräfte knapp, wurde versucht, sie an das Gut zu binden, so z. B. infolge der Demographischen Katastrophe. Mittel dazu waren Lohnvorschüsse und daraus entstehende Schuldbindung sowie eine durch Vererbung gebundene Pacht, also eine Form der Leibeigenschaft. Bei einer ausreichend großen Zahl an Arbeitskräften wurde auf diese Bindung verzichtet und auf billigere Saisonarbeiter zurückgegriffen. Waren die Marktchancen schlecht, wurde oft Land verpachtet.
Die Hacienda war ein relativ abgeschlossenes soziales System, deren Bewohner nur sehr wenig Kontakt zur Außenwelt hatten, vor allem der Eigentümer und dessen Stellvertreter. Zu ihr gehörten neben Wohnungen auch eine Kapelle, ein Laden und oft auch andere dorfähnliche Einrichtungen wie ein Postamt, ein Gefängnis oder eine Schule und sie war insofern für die indigenen Arbeiter ein Ersatz für ihre frühere Dorfstruktur. Viele Eigentümer der Haciendas zählten aufgrund ihrer Einkünfte zu den regionalen und nationalen Eliten.